# Eric Kripke
Eric Kripke (Toledo, Ohio, 1974. április 24. –) amerikai forgatókönyvíró/szerző, producer és rendező. Az Odaát (Supernatural) című sorozattal lett ismert.

## Rövid életrajza
Eric Kripke 1974. április 24-én született az Ohio állambeli Toledóban.
1996-ban fejezte be tanulmányait a University of Southern California School of Cinematic Arts-on. A következő évben forgatókönyvíróként és rendezőként is jegyezte a Battle of the Sexes és a Truly Committed című rövidfilmeket. 2003-ban The WB műsorra tűzte Tarzan című sorozatát, ami csak nyolc epizódot élt meg. 2005-ben bemutatták a Boogeyman című horrorfilmjét. Még ebben évben indította útjára Odaát (Supernatural) című sorozatát. Egy ideig rendezte is, később inkább csak az alkotás forgatókönyvírói és produceri feladatait látta el. Az utolsó évadok már nem a keze alatt készültek el.

## Filmográfiája

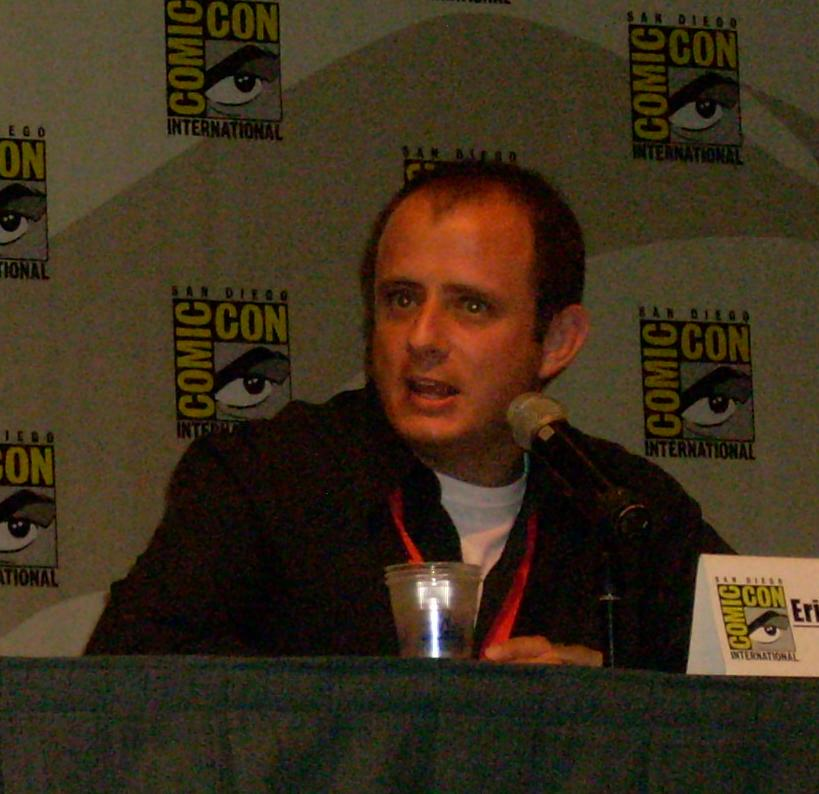
Kripke 2009-ben

### Producerként
- 2005: Tarzan (sorozat)
- 2005: Boogeyman
- 2005: Odaát (Supernatural), sorozat

### Forgatókönyvíróként/szerzőként
- 1997: Battle of the Sexes
- 1997: Truly Committed
- 2003: Tarzan
- 2005: Odaát (Supernatural), sorozat
- 2016–2018: Időutazók (Timeless), sorozat
- 2019–: A fiúk (The Boys), sorozat
- 2022–: Winchesterék (The Winchesters), sorozat

### Rendezőként
- 1997: Battle of the Sexes
- 1997: Truly Committed
- 2005: Odaát (Supernatural), sorozat

### Színészként
- 2000: Exposure

## Díjai
- 1997: Austin Film Festival, a legjobb rövidfilm kategóriában jelölték a Truly Committed című filmért.
- 1998: Slamdance Film Festival, a Truly Committed című rövidfilmért megkapta a közönségdíjat.